# كورتني دونكان
كورتني دونكان (بالإنجليزية: Courtney Duncan)‏ هو لاعب كرة قاعدة أمريكي، ولد في 9 أكتوبر 1974 في موبيل في الولايات المتحدة.

## وصلات خارجية
- كورتني دونكان على موقعبيزبول رفرنس.كوم (الدوري الرئيسي) (الإنجليزية)